# Понтегатело-Кастело Понтегатело (Бреша)
Понтегатело-Кастело Понтегатело је насеље у Италији у округу Бреша, региону Ломбардија.
Према процени из 2011. у насељу је живело 53 становника. Насеље се налази на надморској висини од 97 м.